# Ken Smith (joueur d'échecs)
Pour les articles homonymes, voir Ken Smith.
MF Ken Smith, né Kenneth Ray Smith le 13 septembre 1930 à Olney et mort le 4 février 1999 à Dallas, est un joueur d'échecs et joueur de poker texan.

## Biographie
Kenneth Ray Smith naît de Ray F. Smith le 13 septembre 1930 dans la petite ville d'Olney, mais grandit à Fort Worth. Il fréquente l'université méthodiste du Sud où il est brièvement quarterback au football américain, mais en raison d'une blessure doit rester à l'hôpital pour une durée prolongée alors qu'il a dix-neuf ans. Il apprend alors les échecs et achète plusieurs livres. Smith découvre une passion pour les échecs et rejoint alors le club d'échecs de Dallas et participe à de nombreux tournois suisses de fin de semaine. Il devient rapidement un très bon joueur et participe à de plus en plus de tournois d'importance. Dans les années 1950 et 1960, il était alors le meilleur joueur d'échecs du sud-ouest des États-Unis, et on le surnomme le « Capablanca du pays du bétail ». Il devient huit fois champion du Texas, sept fois champion du Sud-Ouest et trois fois champion du Sud. En 1960, lui et son père fondent la S & S Utility Contracting Company, Inc.. De son côté, Smith lance Chess Digest, Inc. en 1962 dans le but de partager ses connaissances sur les échecs sur des livres. Il participe à l'important tournoi d'échecs de San Antonio 1972 (en) où il fait face aux plus importants joueurs du monde. Sa participation est peu concluante, mais il réussit néanmoins à gagner contre Julio Kaplan et à obtenir une nulle contre Mario Campos López (en) et Paul Keres. La Fédération internationale des échecs lui accorde le titre de « maître de la Fédération internationale des échecs » (maître FIDÉ, titre correspondant à un classement Elo de plus de 2 000 points) et il devient maître senior de la Fédération américaine des échecs. Peu après, le grand maître international Bobby Fischer l'utilise comme assistant lors de son match de championnat du monde contre Boris Spassky.
Smith était aussi un important joueur de poker et dans les années 1980 et a participé plusieurs fois aux World Series of Poker. Aux échecs, il est un fervent promoteur des gambits, notamment du gambit Smith-Morra, nommé en son honneur (l'autre personne est le joueur français Pierre Morra) et publie neuf livres et une quarantaine d'articles sur ce gambit. Dans ses dernières années, ayant beaucoup vieilli, Smith diminue ses activités, mais reste actif dans le club d'échecs de Dallas, participant toujours à des tournois organisés en système suisse et fournissant le club en livres sur les échecs. Son état de santé se détériore et en 1988, il souffre d'insuffisance rénale. C'est son insuffisance chronique qui entraîne sa mort le 4 février 1999. La cérémonie funéraire a lieu le lendemain.
Il était marié à Elaine Smith en secondes noces. Sa première femme est Linda Griffin, avec qui il a eu quatre enfants.

## Publications
- King's Indian Attack, avec John Hall, 2nd Revised Edition, Chess Digest,  (ISBN 978-0875681740)
- Modern Art of Attack, avec John Hall, 1988, Chess Digest,  (ISBN 978-0875681764)
- An Unbeatable White Repertoire After 1 e4 e5 2 Nf3, avec Larry Evans, 1988, Chess Digest,  (ISBN 978-0875681719)
- Winning with the Colle System, avec John Hall, 1990, 2nd Revised Edition, Chess Digest,  (ISBN 978-0875681696)
- Winning with the Center Counter 1 e4 d5!, avec John Hall, 1991, Chess Digest,  (ISBN 978-0875681962)
- 2 c3 vs. The Sicilian and The Smith–Morra Gambit Declined, 1992, Chess Digest,  (ISBN 978-0875681887)
- Smith–Morra Accepted • A Game Collection, avec Bill Wall, 1992, Chess Enterprises,  (ISBN 978-0945470229)
- Essential Chess Endings Explained Move By Move • Volume Two, 1992, Chess Digest,  (ISBN 978-0875682105)
- The Vienna Game and Gambit, avec A. E. Santasiere, 1992, Revised 2nd Edition,  (ISBN 978-0875682044)
- Test Your Opening, Middlegame and Endgame Play, avec Roy DeVault, 1992, Chess Digest, ASIN B000W028W6
- Winning with the Pirc Defense, 1993, Chess Digest,  (ISBN 978-0875682266)
- Winning with the Reti Opening, avec John Hall, 1993, Chess Digest,  (ISBN 978-0875682372)
- Winning with the Blackmar–Diemer Gambit, avec John Hall, 1993, Chess Digest,  (ISBN 978-0875682341)
- The Veresov Attack, avec John Hall, 1994, Chess Digest,  (ISBN 978-0875682518)
- The Göring Gambit • Accepted & Declined, avec John Hall, 1994, Chess Digest,  (ISBN 978-0875682532)
- Winning With The Benko Gambit • Accepted, Semi-Accepted, Declined, avec John Hall, 1994, Chess Digest,  (ISBN 978-0875682419)
- The Englund Gambit and The Blackburne–Hartlaub Gambit Complex, avec John Hall, 1994, Chess Digest,  (ISBN 978-0875682426)
- Test Your Opening, Middlegame and Endgame Play • Volume II, avec Roy DeVault, 1994, Chess Digest, ASIN B0087T145G
- Queen's Gambit Accepted, avec John Hall, 1995, Chess Digest,  (ISBN 978-0875682556)
- The Catalan, avec John Hall, 1995, Chess Digest,  (ISBN 978-0875682648)
- The Henning–Schara Gambit, avec John Hall, 1995, Chess Digest,  (ISBN 978-0875682686)
- Grand Prix Attack • Attacking the Sicilian Defense with 2 f4, avec John Hall, 1995, Revised 2nd Edition, Chess Digest,  (ISBN 978-0875682761)